# Лоси (Глубокский район)
Лоси (бел. Ласі) — деревня в Глубокском районе Витебской области Белоруссии. Входит в состав Прозорокского сельсовета.

## История
В 1921—1945 годах деревня входила в состав гмины Черневичи, позже в составе гмины Прозороки Дисненского повета Виленского воеводства.
До 19 мая 1972 года деревня входила в состав Зябковского сельсовета.

## Население
- 1921 год — 39 жителей, 9 дворов[3].
- 1931 год — 41 житель, 9 дворов[4].
- 2019 год — 2 жителя[5].